# Роуз, Мервин
Мервин Гордон Роуз (англ. Mervyn Gordon Rose; 23 января 1930, Кофс-Харбор, Новый Южный Уэльс — 23 июля 2017, там же) — австралийский теннисист и теннисный тренер, третья ракетка мира в 1958 году. Победитель семи турниров Большого шлема во всех разрядах, двукратный обладатель Кубка Дэвиса в составе сборной Австралии. Тренер Билли Джин Кинг, Маргарет Смит-Корт, Аранчи Санчес. Член Международного зала теннисной славы (2001) и Зала теннисной славы Австралии (2002), кавалер ордена Австралии (2006).

## Биография
Мервин Роуз родился в Кофс-Харборе (Новый Южный Уэльс) в 1930 году в семье чернорабочего и домохозяйки и окончил Коллингвудскую техническую школу. Впервые принял участие в турнире Большого шлема в 1949 году, а в 1951 году уже пробился в первые в карьере финалы на этом уровне — в смешанном парном разряде на чемпионате Франции, Уимблдоне и чемпионате США; в том же году на чемпионате США он дошёл также до финала в мужских парах. Также в 1951 году в составе сборной Австралии Роуз отстоял Кубок Дэвиса в раунде вызова против команды США (хотя обе своих встречи проиграл) и впервые вошёл в число десяти лучших теннисистов мира согласно ежегодному списку, публикуемому газетой Daily Telegraph.
Свой первый титул на турнирах Большого шлема Роуз завоевал в 1952 году, став чемпионом США в мужском парном разряде, повторив этот успех ещё через год. В начале 1953 года он стал финалистом чемпионата Австралии, но в финале был разгромлен Кеном Розуоллом — 0-6, 3-6, 4-6. В 1954 году Роуз, посеянный на чемпионате Австралии под пятым номером, победил посеянного первым Розуолла по пути во второй подряд финал со счётом 6-3, 6-3, 3-6, 1-6, 7-5, а в финале обыграл своего партнёра в мужском парном разряде Рекса Хартвига. С Хартвигом они за этот год завоевали два титула на турнирах Большого шлема — сначала в Австралии, а затем на Уимблдоне. В эти годы Роуз постоянно был частью сборной Австралии в Кубке Дэвиса, несмотря на то, что капитан команды, Гарри Хопман, не выпускал его на корт, будучи невысокого мнения о его способностях.
После 1954 года Роуз завоевал ещё два титула в турнирах Большого шлема — в миксте на Уимблдонском турнире 1957 года (в паре с Дарлин Хард) и в одиночном разряде на чемпионате Франции 1958 года. Последняя победа была совершенно неожиданной, учитывая, что Роуз был ярым сторонником атакующего стиля serve-and-volley, и не любил медленные грунтовые корты. В 1957 году он во второй раз, несмотря на продолжающееся противодействие Гарри Хопмана, принял участие в раунде вызова Кубка Дэвиса и снова стал его обладателем со сборной Австралии, на этот раз принеся команде решающее очко в игре пар. Среди турниров, которые Роуз выиграл, были также чемпионат Канады 1953 года, чемпионат Германии 1957 года и чемпионат Италии 1958 года. Сам австралиец называл последнюю победу самой запоминающейся в своей карьере: в финале ему противостоял любимец местной публики Никола Пьетранджели, и после того, как Роуз победил со счётом 5-7, 8-6, 6-4, 1-6, 6-2, ему пришлось спасаться с корта бегством под градом бутылок и пивных банок, летящих с трибун. С 1951 по 1958 год Мервин Роуз семь раз включался газетой Daily Telegraph в десятку лучших теннисистов мира, в том числе в 1958 году — на третьей строчке.
1958 год стал последним в любительской игровой карьере Роуза. Между игроком и Ассоциацией лаун-тенниса Австралии разгорелся конфликт вокруг сумм, которые он получал в качестве оплаты дорожных расходов на крупных турнирах за пределами страны. В августе 1958 года, после годичного противостояния, ассоциация лишила Роуза статуса любителя. Рассерженный теннисист, отличавшийся взрывным темпераментом и нонконформизмом на корте и в жизни (позже его сравнивали с Джоном Макинроем), пригрозил обратиться в СМИ с доказательствами, что другие члены сборной Австралии тоже получали подобные выплаты, но в конечном счёте не стал этого делать. Вместо этого Роуз присоединился к профессиональному теннисному туру Джека Креймера, где за участие в 10 турнирах и 75 выставочных матчах за 1959 год должен был получить 20 тысяч долларов (около 170 тысяч по курсу 2017 года).
Переход в профессионалы лишил Роуза возможности участвовать в турнирах Большого шлема и других любительских соревнованиях вплоть до начала Открытой эры, однако он ещё успел сыграть в них в конце 1960-х и начале 1970-х годов, завершив игровую карьеру в 1972 году. Одновременно с участием в профессиональных турнирах австралиец начал тренерскую карьеру. Среди первых, с кем ему довелось работать, были ведущие теннисистки 1960-х годов Маргарет Смит-Корт и Билли Джин Кинг. С Кинг Роуз работал с 1964 года, когда ей было 20 лет, и значительно повлиял на тактику и рисунок её игры, заставив укоротить все её удары. Сама Кинг позже высоко оценила вклад Роуза в её развитие, заявив: «Он научил меня, как стать первым номером». Ещё одной первой ракеткой мира, тренировавшейся у Роуза, была Аранча Санчес-Викарио, начавшая работать с ним, чтобы понять, как игрок его стиля мог выиграть чемпионат Франции. Среди других теннисистов, которых тренировал Роуз, были его соотечественники Майкл Фанкатт и Ричард Фромберг, а также Каролина Шнайдер, Магдалена Гжибовская, Элени Данилиду и Надежда Петрова. Даже в последние годы жизни Роуз продолжал тренировать молодых теннисистов в своём родном Кофс-Харборе.
Спортивные заслуги Мервина Роуза были неоднократно отмечены. В 2000 году он был удостоен Австралийской спортивной медали. В 2001 году его имя было включено в списки Международного зала теннисной славы, а год спустя — в списки Зала теннисной славы Австралии. В 2006 году Роуз стал кавалером ордена Австралии «за заслуги перед теннисом». Мервин Роуз умер в Коффс-Харборе в июле 2017 года, оставив после себя вторую жену и двух дочерей.

## Финалы турниров Большого шлема

### Одиночный разряд (2-1)
| Результат | Год  | Турнир              | Покрытие | Соперник в финале | Счёт в финале      |
| --------- | ---- | ------------------- | -------- | ----------------- | ------------------ |
| Поражение | 1953 | Чемпионат Австралии | Трава    | Кен Розуолл       | 0-6, 3-6, 4-6      |
| Победа    | 1954 | Чемпионат Австралии | Трава    | Рекс Хартвиг      | 6-2, 0-6, 6-4, 6-2 |
| Победа    | 1958 | Чемпионат Франции   | Грунт    | Луис Айяла        | 6-3, 6-4, 6-4      |

### Мужской парный разряд (4-7)
| Результат | Год  | Турнир              | Покрытие | Партнёр           | Соперники в финале            | Счёт в финале             |
| --------- | ---- | ------------------- | -------- | ----------------- | ----------------------------- | ------------------------- |
| Поражение | 1951 | Чемпионат США       | Трава    | Дон Кэнди         | Кен Макгрегор Фрэнк Седжмен   | 8-10, 4-6, 6-4, 5-7       |
| Поражение | 1952 | Чемпионат Австралии | Трава    | Дон Кэнди         | Кен Макгрегор Фрэнк Седжмен   | 4-6, 5-7, 3-6             |
| Победа    | 1952 | Чемпионат США       | Трава    | Вик Сейксас       | Кен Макгрегор Фрэнк Седжмен   | 3-6, 10-8, 10-8, 6-8, 8-6 |
| Поражение | 1953 | Чемпионат Австралии | Трава    | Дон Кэнди         | Кен Розуолл Лью Хоуд          | 11-9, 4-6, 8-10, 4-6      |
| Поражение | 1953 | Чемпионат Франции   | Грунт    | Клайв Уайлдерспин | Кен Розуолл Лью Хоуд          | 2-6, 1-6, 1-6             |
| Поражение | 1953 | Уимблдонский турнир | Трава    | Рекс Хартвиг      | Кен Розуолл Лью Хоуд          | 4-6, 5-7, 6-4, 5-7        |
| Победа    | 1953 | Чемпионат США (2)   | Трава    | Рекс Хартвиг      | Гарднар Маллой Билл Талберт   | 6-4, 4-6, 6-2, 6-4        |
| Победа    | 1954 | Чемпионат Австралии | Трава    | Рекс Хартвиг      | Клайв Уайлдерспин Нил Фрейзер | 6-3, 6-4, 6-2             |
| Победа    | 1954 | Уимблдонский турнир | Трава    | Рекс Хартвиг      | Вик Сейксас Тони Траберт      | 6-4, 6-4, 3-6, 6-4        |
| Поражение | 1956 | Чемпионат Австралии | Трава    | Дон Кэнди         | Кен Розуолл Лью Хоуд          | 8-10, 11-13, 4-6          |
| Поражение | 1957 | Чемпионат Франции   | Грунт    | Дон Кэнди         | Мэл Андерсон Эшли Купер       | 3-6, 0-6, 3-6             |

### Смешанный парный разряд (1-4)
| Результат | Год  | Турнир              | Покрытие | Партнёрша         | Соперники в финале       | Счёт в финале |
| --------- | ---- | ------------------- | -------- | ----------------- | ------------------------ | ------------- |
| Поражение | 1951 | Чемпионат Франции   | Грунт    | Тельма Койн-Лонг  | Дорис Харт Фрэнк Седжмен | 5-7, 2-6      |
| Поражение | 1951 | Уимблдонский турнир | Трава    | Нэнси Уинн-Болтон | Дорис Харт Фрэнк Седжмен | 5-7, 2-6      |
| Поражение | 1951 | Чемпионат США       | Трава    | Ширли Фрай        | Дорис Харт Фрэнк Седжмен | 3-6, 2-6      |
| Поражение | 1953 | Чемпионат Франции   | Грунт    | Морин Коннолли    | Дорис Харт Вик Сейксас   | 6-4, 4-6, 0-6 |
| Победа    | 1957 | Уимблдонский турнир | Трава    | Дарлин Хард       | Алтея Гибсон Нил Фрейзер | 6-4, 7-5      |

## Финалы Кубка Дэвиса (2-0)
| Результат | Год  | Место проведения    | Команда                                     | Соперники в финале                    | Счёт |
| --------- | ---- | ------------------- | ------------------------------------------- | ------------------------------------- | ---- |
| Победа    | 1951 | Сидней, Австралия   | Австралия К. Макгрегор, М. Роуз, Ф. Седжмен | США В. Сейксас, Т. Траберт, Т. Шрёдер | 3:2  |
| Победа    | 1957 | Мельбурн, Австралия | Австралия М. Андерсон, Э. Купер, М. Роуз    | США Б. Маккей, В. Сейксас             | 3:2  |